# Kokove
Kokove je priimek v Sloveniji, ki ga je po podatkih Statističnega urada Republike Slovenije na dan 1. januarja 2010 uporabljalo 19 oseb.

## Znani nosilci priimka
- Herman Kokove (1928—1980), tonski mojster in režiser